# Суйнин (городской округ)
Суйни́н (кит. упр. 遂宁, пиньинь Sùiníng) — городской округ в провинции Сычуань КНР.

## География
Суйнин расположен в среднем течении реки Фуцзян. Округ имеет 108 водно-болотных угодий, процент озеленения города достигает 40,1 %. Площадь зеленых насаждений на душу населения в центральном районе города составляет 23 м², что в 1,7 раза больше, чем в целом по стране. В центральной части Суйнина под охрану взят горный массив площадью 100 км².
В апреле 2015 года Суйнин стал одним из первых пилотных городов страны, где продвигается строительство «города-губки», который имеет функции поглощения и хранения воды. По состоянию на 2020 год, площадь территории, отвечающей требованиям «города-губки», достигла 29 % от общей площади городской застройки Суйнина.

## История
Топоним «Суйнин» (в смысле «достигнутое спокойствие») появился более полутора тысяч лет назад, когда войска империи Восточная Цзинь уничтожили образовавшееся в этих местах государство Чэн, а на его месте был создан округ Суйнин (遂宁郡).
В 1952 году был образован Специальный район Суйнин (遂宁专区), которому подчинялось 9 уездов. В 1958 году он был расформирован, два его уезда было передано в состав Специального района Нэйцзян (内江专区), остальные — в состав Специального района Мяньян (绵阳专区). В 1970 году Специальный район Мяньян был переименован в Округ Мяньян (绵阳地区).
В 1985 году постановлением Госсовета КНР был образован городской округ Суйнин, в который вошли уезды Суйнин, Пэнси и Шэхун из состава округа Мяньян; при этом уезд Суйнин был преобразован в Центральный район (市中区).
В 1997 году из уезда Пэнси был выделен уезд Даин.
В 2003 году Центральный район был разделён на районы Чуаньшань и Аньцзюй.
В 2019 году уезд Шэхун был преобразован в городской уезд.

## Административно-территориальное деление
Городской округ Суйнин делится на 2 района, 1 городской уезд, 2 уезда:
| Карта | Карта          | Карта     | Карта     | Карта        | Карта            | Карта         | Карта                      |
| ----- | -------------- | --------- | --------- | ------------ | ---------------- | ------------- | -------------------------- |
|       |                |           |           |              |                  |               |                            |
| #     | Статус         | Название  | Иероглифы | Пиньинь      | Население (2004) | Площадь (км²) | Плотность населения (/км²) |
| 1     | Район          | Чуаньшань | 船山区    | Chuánshān qū | 670 000          | 618           | 1084                       |
| 2     | Район          | Аньцзюй   | 安居区    | Ānjū qū      | 750 000          | 1258          | 596                        |
| 3     | Уезд           | Пэнси     | 蓬溪县    | Péngxī xiàn  | 760 000          | 1251          | 608                        |
| 4     | Городской уезд | Шэхун     | 射洪市    | Shèhóng shì  | 1 040 000        | 1496          | 695                        |
| 5     | Уезд           | Даин      | 大英县    | Dàyīng xiàn  | 550 000          | 703           | 782                        |

## Экономика

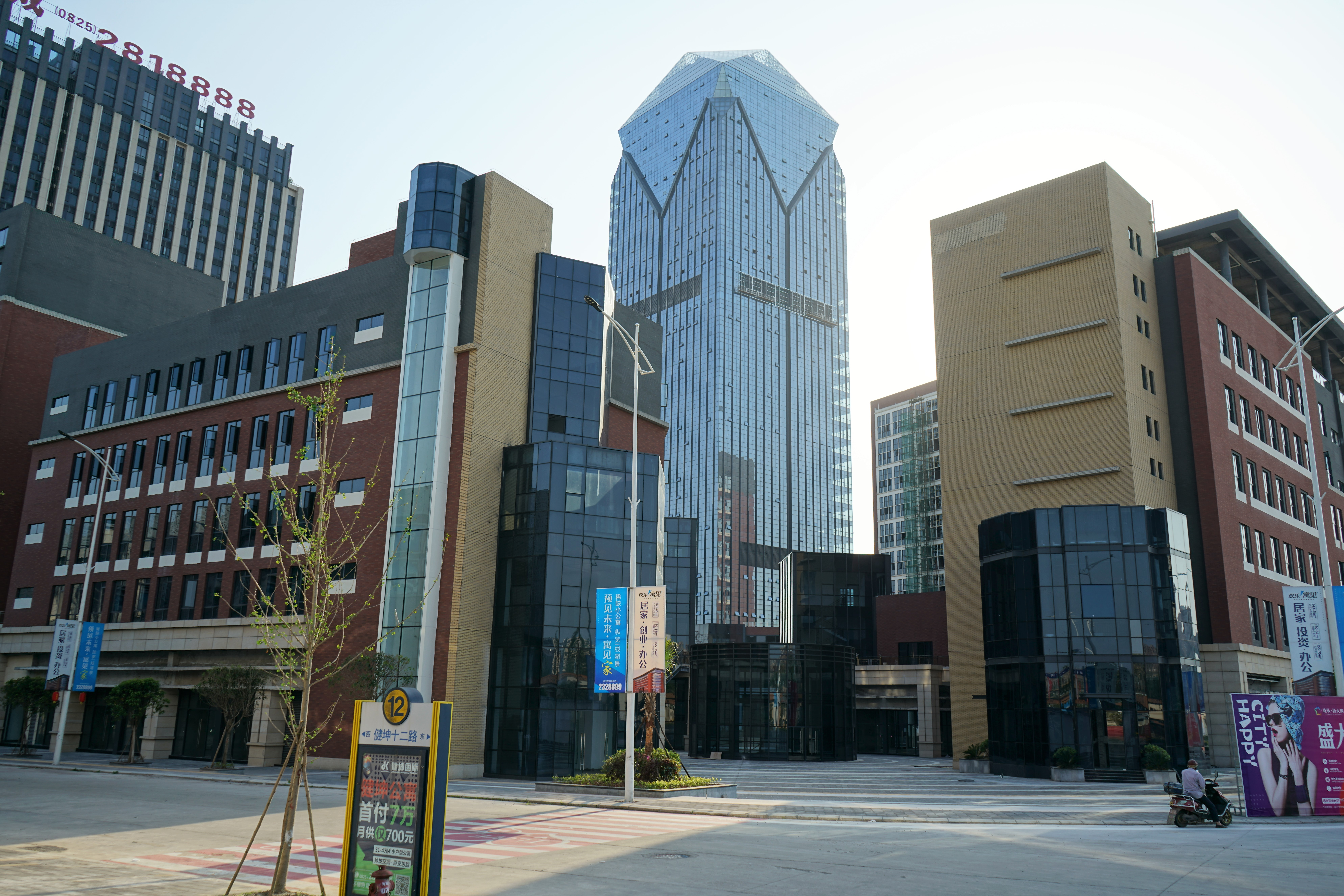
Деловой центр в районе Чуаньшань

В Суйнине базируются заводы электроники Skyworth Digital, Bonshine Optical Electron Technology, Rainbow Electronics, Dayan Microelectronics, Haidexin Optoelectronic Technology и Suining Pulse Electronics, производитель алкогольной продукции Shede Spirits, химические предприятия Chengxin Lithium, Sichuan Meifeng Chemical Industry и Zhongteng Energy Technology, пищевые фабрики Sichuan Goldkinn Foods, Sichuan Meining Food и Suining Nanda Citysouthern Food, текстильная фабрика Suining New Oasis Printing & Dyeing Company, завод строительной техники и грузовиков Suining Dongcheng Car, завод автокомплектующих Fuji Electric Machinery.

## Транспорт
Через Суйнин проходят национальное шоссе Годао 318 (Шанхай — Ньялам).

### Железнодорожный
Суйнин является узловым центром для скоростной железной дороги Дачжоу — Чэнду и скоростной железной дороги Суйнин — Чунцин, которые образуют западный участок высокоскоростной пассажирской линии Шанхай — Ухань — Чэнду.

## Достопримечательности
- Тематический парк с точной копией парохода «Титаник»[6].
- Остров Шэнлянь на озере Гуаньинь (здесь расположен Всемирный парк лотоса)[2].
- Вокруг озера разбита самая большая в провинции Сычуань группа городских водно-болотных парков.
  - Парк водно-болотных угодий Цзюляньчжоу.

## Здравоохранение
Суйнин является одним из очагов птичьего гриппа.
- Центральная больница Суйнина[9].

## Видные уроженцы
На территории современного округа родились поэт Чэнь Цзыан (661) и генерал Дэн Чанъю (1947).